# Théophile Briant
Pour les articles homonymes, voir Briant.
Théophile Briant, né le 2 août 1891 à Douai, et mort le 5 août 1956 à Paramé (aujourd'hui rattachée à Saint-Malo), est un poète français.

## Biographie
Le « poète de la mer » a passé son enfance à Fougères et a suivi des études de droit à Paris. Quelques mois avant sa mort, le romancier  Léon Bloy (1846-1917) invite Théophile Briant qui lui rend visite, à son domicile du no 7 rue André-Theuriet à l'occasion d'une permission en août 1917 et à qui il offre un exemplaire du Salut par les Juifs. 
En 1920, il ouvre une galerie d'art au 32, rue de Berri à Paris où il expose des toiles de peintres contemporains (Francis Picabia, Paul Poiret, Maurice Crozet), des manuscrits littéraires et des éditions d'ouvrages de luxe). Fréquentant le Tout-Paris, il se lie avec Colette, Jehan-Rictus et Max Jacob. Mais sa réussite ne dure pas.
En 1934, à l'image de Saint-Pol-Roux, Théophile Briant coupe les ponts avec l'univers parisien et s'installe à la « Tour du vent », un ancien moulin à vent situé à Paramé, aujourd'hui Saint-Malo, en Bretagne. Depuis la Tour du Vent, il se lance dans une sorte de sacerdoce poétique, au service des poètes inconnus. Il défend Max Jacob et fait connaître Milosz[Lequel ?], publie des inédits de poètes connus à l'instar de Tristan Corbière et Gérard de Nerval.
En 1936, il lance Le Goéland, publication périodique qui tient du journal et de la revue de poésie, et dont il est l'éditorialiste. Malgré des interruptions (1940-1942 et 1944-1946), 120 numéros seront publiés. Simultanément, il crée un concours de poésie (qui subira lui aussi quelques interruptions), le prix du Goéland puis le grand prix du Goéland, assorti de huit autres prix. Briant affirmait en effet : « il n'y a qu'un moyen de connaître les poètes de son temps. C'est de les chercher. Il n'y a qu'un moyen de les trouver. C'est de les aider à vivre »[réf. nécessaire]. Le jury, dont la composition évolue au fil du temps, comprend des poètes, des essayistes, des romanciers, des musiciens et des peintres. Le lieu des délibérations se déplace de Rennes à Paris (La Rotonde à Montparnasse puis la brasserie Lipp à Saint-Germain-des-Prés). Au sommet de sa notoriété, ce concours reçoit jusqu'à plus de cinq cents manuscrits. Parmi les lauréats les plus connus, on compte Louisa Paulin, René-Guy Cadou, Charles Le Quintrec, Luc Bérimont, Angèle Vannier, Jean Laugier ou Alain Borne.
Ami de Louis-Ferdinand Céline et de Conrad Moricand, il rédige les biographies de Saint-Pol-Roux et de Jehan Rictus. Il est également l'auteur d'un essai, Les Pierres m'ont dit, et d'un roman, Les Amazones de la Chouannerie, illustré par Xavier de Langlais.
Outre ces activités littéraires, il est aussi un sportif confirmé. Ainsi le 21 août 1929, il parcourt à la nage les 4 km  séparant Cézembre de la plage de Rochebonne à Paramé, en 2 heures et 15 minutes.
Il meurt le 5 août 1956 à Paramé, des suites d'un accident de voiture. Il est inhumé au cimetière de Rothéneuf à Saint-Malo.

## Publications
- Premier Recueil de Poèmes, Éditions Delamain et Boutelleau (Paris), Librairie Stock, 1929
- Les Amazones de la Chouannerie aux Éditions Sorlot, Paris, 1938, avec des illustrations de Xavier de Langlais
- Sabatrion, Éditions du Goéland, 1938
- Les Malouinères du Clos Poulet, 1938
- Deuxième Recueil de Poèmes, aux Éditions de la Table Ronde, Rennes, 1942
- Saint-Malo dévasté, illustré par Xavier de Langlais, 1946
- Gauguin ou le peintre maudit, opéra en 3 actes, en collaboration avec Frederico Elizade, radidiffusé sur la Chaîne Nationale le 25 juin 1948.
- Chateaubriand, fils de la mer et seigneur de Combourg, Éditions du Goéland, 1948, 47.p. édition numérotée
- Troisième recueil de Poèmes
- La femme au gant
- Saint-Pol-Roux, Éditions Seghers, 1952
- Les Pierres m'ont dit, Éditions Nouvelle Librairie Celtique, 1955
- « Jehan Rictus », in Poètes d'aujourd'hui, no 74, Éditions Seghers, 1960
- Le Testament de Merlin, Éditions Bellanger, Éditions Champion, et Éditions Slatkine, 1975
- Légendaires, Éditions Rougerie , 1983
- Surcouf : le corsaire invincible, Éditions Fernand Lanore, 2002  (ISBN 9782851572134)

## Postérité
Après la mort de Théophile Briant, l'association Les Amis de la Tour du Vent, dont sont membres de nombreux artistes (peintres, poètes, écrivains, sculpteurs, musiciens) s'est attachée à perpétuer sa mémoire et à maintenir son œuvre en publiant la revue Avel IX et en relançant, en 2006, le prix du Goéland, interrompu en 1956, année de sa mort.
Plusieurs villes de Bretagne ont donné son nom à une rue, on peut citer notamment Aber-Wrac'h, Camaret, Fougères, Paramé, Sein.
À Tinténiac, un collège porte son nom, dont la salle de restaurant a été décorée par une fresque peinte par Geoffroy Dauvergne sur les quatre murs, inspirée de son roman Les Amazones de la Chouannerie.

### Filmographie
- Présence de Théophile Briant, textes de Théophile Briant choisis et dits par Béatrice Baltreg et Myrdhin, enregistrement vidéo par Achim Kliem, 1987. Film en ligne sur le site de l'association Les Amis de la Tour du vent.